# Aphelacarus acarinus
Aphelacarus acarinus (лат.) — вид панцирных клещей семейства Aphelacaridae из надотряда акариформные. Встречаются во многих регионах мира (космополитный вид). Микроскопического размера клещи, длина менее 1 мм (длина 430—470 мкм, ширина 210—230 мкм). Обитает в лесной подстилке и в почве. Трихоботрии утолщённые, почти чёрные, серповидные. Нотогастральные щетинки гладкие и очень тонкие. Лапки с трём я коготками. Гистеросома почти сплошь покрыта прозрачными щитами. Эмподии лапок крупные, лишь немного меньше коготков.